# Mázhaus (galerie)
Galerie Mázhaus sídlí v přízemí a ve sklepení městského domu čp. 3 na Pernštýnském náměstí v Pardubicích. Dům čp. 3 je od roku 1964 chráněn jako kulturní památka a zároveň je od téhož roku chráněn i v rámci městské památkové rezervace Pardubice.

## Historie a popis
Dvoupatrový dům stojí na úzké hluboké gotické parcele v severní frontě domů hned vedle radnice a je významným prvkem městské památkové rezervace. V domě se nachází gotické sklepení a klenuté prostory. Dům byl renesančně přestavěn po požáru, jenž město poničil v roce 1538. Z této přestavby se dochovaly detaily: terakotové ostění a portály v interiéru. Pozdně barokní fasádu zdobí štukový reliéf z roku 1799 od Jakuba Teplého zobrazující sv. Václava.
Dům se nazýval také Šišatkovský dům či dům U sv. Václava.
Dům byl postaven v době před příchodem Pernštejnů do Pardubic jakožto majitelů a od svého prvopočátku sloužil jako šatlava (ve sklepení).
Fasáda je vyvedená v zelených a šedých barvách – zelené plochy, šedé architektonické prvky (štuková výzdoba): Průčelí do náměstí má dvě okenní osy s okny v lištových šambránách s ušima. Pod okny prvního patra probíhá parapetní římsa a pod ní pás pletencového ornamentu. Okna v prvním i druhém patře se čtyřtabulkovými výplněmi jsou završena suprafenestrami tvořenými motivem vázy s florálními rozvilinami. Mezi okny prvního patra se nachází štuková postava jezdce na koni (sv. Václava), držící v ruce prapor s dvouhlavým orlem. Parapety ve druhém patře jsou nahrazeny kompozicí festonů. Nad okny druhého patra prochází kordonová římsa. Ve středu nad ní se nalézá jednoduché obdélné okénko a nad ním výrazně profilovaná korunní římsa krytá prejzy. 
Vertikálně je fasáda prvního a druhého patra členěna třemi pilastry – dvěma krajními a jedním středním. Okrajové pilastry jsou nesené volutovými hlavicemi umístěnými v ploše rustiky přízemí pod kordonovou římsou, střední vyrůstá za postavou sv. Václava. Zakončeny jsou pak všechny tři pilastry stylizovanými korintskými hlavicemi.
Barokní štít upoutává svou výraznou zdobností. Má zvlněný obrys rámovaný výrazně profilovanou římsou, krytý prejzy a završený na okrajích a ve středu vázami s festony. Na okrajích jsou zdvojené pilastry, střední pole má z každé strany po jednom pilastru, které rámují slepé oválné okénko s profilovanou šambránou, rokají a festony v horní polovině. Festony jsou také umístěny nad okénkem a vyplňují převýšenou část štítu.
Přízemí je mírně vysunuto a členěno rytou kvádrovou rustikou. Jsou zde dva segmentově zaklenuté portály, pravý širší tvoří vstup do domu, levý užší je využíván jako výkladec. Výplně jsou novodobé kombinující dřevo a sklo.
Zadní průčelí domu je výrazně odlišné a jednodušší, než přední. Jsou zde dvě okenní osy, fasáda má bílou barvu s červenými architektonickými prvky. V přízemí najdeme dva segmentově zaklenuté otvory s novodobými dveřními výplněmi a lištovými šambránami. Dvě čtyřtabulová okna prvního patra jsou osazena v jednoduchých lištových šambránách odkazujících na renesanční terakotová ostění druhého patra, umístěná na vystupujících oplechovaných parapetech a uplatňující tradiční dekor rozvilin a kandelábrů. Na pravém okraji je dům opatřen opěrákem. Nad druhým patrem probíhá jednoduchá profilovaná korunní římsa, na niž navazuje nízký trojúhelný štít, prolomený ve středu malým čtvercovým okénkem se čtyřtabulkovou výplní a lištovou šambránou. 
Sedlová střecha je orientovaná kolmo na průčelí a kryta bobrovkami.
Galerie se nachází v přízemí a sklepě. Vystavují zde nejen profesionální umělci, ale i amatérští či začínající umělci, školy a neziskové organizace. Horní patra jsou využívána jako kancelářské prostory. Dům je funkčně propojený se sousední budovou radnice.